# Giovanni Battista Zannoni
Giovanni Battista Zannoni (Firenze, 29 marzo 1774 – Firenze, 12 agosto 1832) è stato un presbitero, letterato e archeologo italiano.

## Biografia

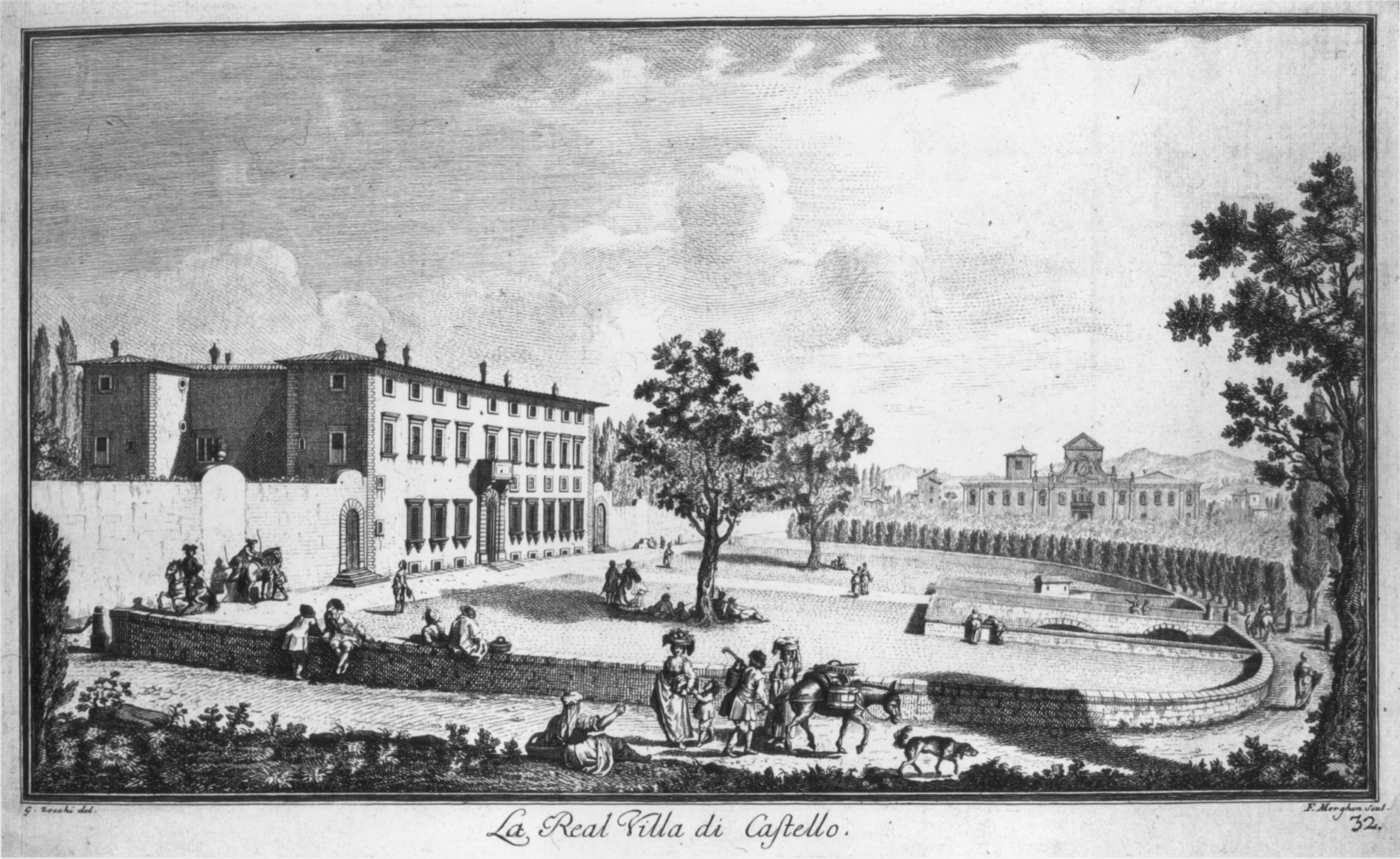
La villa medicea di Castello, sede dell'Accademia della Crusca, in una stampa del 1744

Nato a Firenze nel 1774, allievo delle Scuole pie, ordinato sacerdote e nominato abate, Giovanni Battista Zannoni fu esperto di lingua greca e latina. A queste competenze linguistiche aggiunse lo studio dell'ebraico. Nel 1800, per la sua preparazione culturale, venne assunto in qualità di aiuto bibliotecario nella Magliabechiana di Firenze, destinata dopo la fusione con la Biblioteca Palatina a divenire Biblioteca Nazionale Centrale. Nominato "regio antiquario" della Galleria degli Uffizi, succedendo all'abate Luigi Lanzi che gli era stato maestro, si dedicò allo studio delle antichità del museo che divennero argomento di alcune sue pubblicazioni.
Attivo anche nel campo degli studi filologici e segretario dell'Accademia della Crusca, Zannoni compose un'interessante storia della prestigiosa istituzione linguistica fiorentina, pubblicata postuma nel 1848 e poi ristampata in anni più recenti (1980). Sagace osservatore e studioso della lingua e dei modi di dire del popolino toscano, li rappresentò in un Saggio di scherzi comici, edito nel 1819. Le commedie, contenute nel saggio, Le gelosie della Crezia, La ragazza vana e civetta, La Crezia rincivilita, ritenute tra le più vivaci dei primi anni dell'Ottocento, suscitarono la riprovazione di chi riteneva poco dignitoso che un accademico della Crusca riportasse tali e quali le espressioni più vive e colorite della plebe. Tra i suoi critici ci fu il gesuita Antonio Bresciani, citato spesso come padre Bresciani, letterato ostile al liberalismo e al romanticismo ritenuti avversari del cattolicesimo e della morale. In ambito antiquario, Zannoni pubblicò molti testi – specialmente sugli Etruschi – e curò l'edizione dell'opera in 5 volumi sulla Reale galleria di Firenze illustrata, nella quale descrisse i beni artistici conservati nel museo che gli era stato affidato.
Il 5 febbraio 1829 divenne Socio dell'Accademia delle Scienze di Torino.
Morì nella città natale, a cinquantotto anni, nel 1832.

## Opere pubblicate
- Cicalata di Gio. Batista Zannoni in lode dell'asino, Firenze, nella Stamperia di Borgo Ognissanti, 1808.
- Degli etruschi dissertazione dell'ab. Giovan Batista Zannoni sottobibliotecario della pubblica imperiale Libreria Magliabechiana, Firenze, appresso il Carli in Borgo ss. Apostoli, 1810.
- Due urne della Real Galleria di Firenze illustrate dall'abate G. B. Zannoni antiquario di S. A. I. e R, Firenze, presso Giuseppe Molini e comp., 1818.
- Tre lezioni di Gio. Batista Zannoni dette nell'Accademia della Crusca, Firenze, dalla stamperia Piatti, 1818.
- Saggio di scherzi comici, Firenze, nella Stamperia del Giglio, 1819. Ristampa: Le ciane di Firenze. Saggio di scherzi comici, Firenze, G. Barbera, 1950.
- Le statue della favola di Niobe della Imp. e R. Galleria di Firenze, Pisa, presso Niccolò Capurro, co' caratteri di F. Didot, 1821.
- Io Baptistae Zannonii r. antiquatum interpretis in Museo Florentino Inscriptionum. Liber alter, Fiesole, Poligrafia Fiesolana, 1822.
- Elogio dell'abate Luigi Lanzi scritto dall'ab. G. B. Zannoni regio antiquario nella I. e R. Galleria di Firenze, Firenze, dalla tipografia di Attilio Tofani, 1824.
- Il tesoretto e Il favoletto di ser Brunetto Latini ridotti a miglior lezione col soccorso dei codici e illustrati dall'abate Gio. Batista Zannoni ..., Firenze, presso Giuseppe Molini all'insegna di Dante, 1824.
- L'antico marmo scritto appartenente alla colonia di Pozzuoli nuovamente illustrato dall'ab. Gio. Batista Zannoni r. antiquario nella galleria di Firenze, Firenze, nella stamperia all'insegna di Dante, 1826.
- Licurgo re di Tracia assalitore del tiaso di Bacco bassorilievo su d'un antico vaso di marmo appartenente a S.E. il signor principe Corsini e conservato nel suo palazzo di Firenze, Firenze, presso Leonardo Ciardetti, 1826.
- Reale galleria di Firenze illustrata, 5 voll. Firenze, presso Giuseppe Molini, 1817-1831.
- Storia della Accademia della Crusca, Firenze, Tipografia del Giglio, 1848. Ristampa: Sala Bolognese, A. Forni, 1980.

### Opere digitalizzate disponibili in rete
- Cicalata in lode dell'asino, Firenze, 1808, Google Libri.
- L'antico marmo scritto appartenente alla colonia di Pozzuoli, Firenze, 1826, Google Libri.
- Saggio di scherzi comici, Milano, 1850, Google Libri.
- Storia della Accademia della Crusca, Firenze, 1848, Google Libri.